# 1,4-二噁烷
1,4-二噁烷（英語：1,4-dioxane），透明無色的单环雜環有機化合物，在室溫下為液體，有輕微類似乙醚的清香氣味，是常用的非质子溶剂。分子式為 C4H8O2，沸點為 101 °C，可与水和常见有机溶剂混溶，有潮解性。
二噁烷的极性比乙醚强，熔点也比乙醚高。溶解能力较强，强于四氢呋喃，与二甲基甲酰胺相近。无水时容易生成爆炸性的过氧化物，蒸馏会使过氧化物的浓度增大，造成危险。

## 制备
1,4-二噁烷可通过环氧乙烷或乙二醇（或聚乙二醇醚）在酸性催化剂存在下发生二聚制备。催化剂可以是硫酸、三氟化硼或硫酸氢钠。在不纯二噁烷中加入氢氧化钠粉末，除去多余的酸和水，滤去固体并蒸馏，即可得到纯品二噁烷。

## 异构体
1,4-二噁烷還有另外两種比較不常見的異構物：1,2-二噁烷和1,3-二噁烷。
1,2-二噁烷是四氢呋喃生成的醚过氧化物，存在于长期存放的四氢呋喃液体中。
1,3-二噁烷则可以看作是1,3-丙二醇与甲醛生成的环状缩醛，通常状态下为稳定的无色液体，在酸中易开环。熔点-42°C，沸点103°C，闪点2°C，CAS号505-22-6。其衍生物多为2-取代，可由1,3-丙二醇与相应醛酮制备。

## 用途
二噁烷最常见的用途是溶剂，它可以用于提取农药、医药产品，溶解染料和分散木材着色剂等。此外也用作发泡剂和熏蒸剂。制备格氏试剂时，二噁烷会使卤化镁沉淀出来，不利于烷基卤化镁的生成（Schlenk平衡），故一般不使用二噁烷作为溶剂。

## 危险性
1,4-二噁烷有毒，对皮肤、眼部和呼吸系统有刺激性，并且可能对肝、肾和神经系统造成损害，急性中毒时可能导致死亡。自然环境中对水的亲和性较强，且不易为生物所降解。它广泛存在于牙膏、洗发精、除臭剂、漱剂、化妆品等个人护理用品中，它并不是原料，而是乙氧基化生产聚氧乙烯烷基硫酸钠、油醇聚醚（Oleth）、人参醇（Xynol）和鲸蜡硬脂醇聚醚（Ceteareth）等化合物时，所使用的试剂环氧乙烷（有致癌性）发生二聚生成的副产物。生产商可以通过工序降低二噁烷的含量，但这一步并不是强制性的。中国和美国国家标准裡，都没有对原料所带入的微量二噁烷进行控制，但二噁烷属于化妆品中禁止作为生产原料添加的组分。
二噁烷可能有致癌性，IARC中它被分为2B类，即对人类的潜在致癌性较小(possibly)。但它对动物的致癌性是已知的。

### 强生
2009年3月，美国的非盈利组织安全化妆品运动组织（Campaign for Safe Cosmetics）在对美国市场上48种婴儿卫浴产品等进行检测后，发现其中有32种产品含有二噁烷，有18种产品含有甲醛，有17种产品同时含有两种“致癌物质”。强生、帮宝适、好奇等品牌的婴儿护理用品都在检测出含有有毒物质的产品之列。其发布的报告中称，在查出二噁烷的32种产品中，二噁烷的含量虽然很低（0.27-35ppm之间），但长期使用这些产品所造成的累积效果却是不可忽视的，有可能对健康造成影响。
对此，强生公司和帮宝适、好奇的生产商——宝洁、金佰利相继发表声明表示，这些产品所含的微量化合物成分都在标准之内，可以放心使用。美国个人护理协会也在其网站上发表声明，称如此含量的二噁烷完全符合标准，远远低于有关法规的限度或所设安全阈值，不会对健康造成影响。相关公司已在生产过程中投入极大努力，将有害化学品的含量维持在极低水平。安全化妆品运动组织的报告是错误的，其目的是要故意引起家长不必要的顾虑，从而促使美国食品和药品管理局完善个人护理产品的安全规范。
事件后，由使用强生产品导致的疑似皮肤病患儿数量突增，患者家长纷纷建立QQ群，计划在问题证实后聘请律师组团索赔。强生的一些产品已在中国大陆和台湾下架。中国国家质检总局在对强生中国生产的26种31个批次的婴幼儿洗浴用品进行检验后，称强生婴儿卫浴产品暂时合格：所有产品的甲醛含量都符合规定，仅有婴儿香桃沐浴露这一种产品中的一个批次检出微量的二噁烷（3.27微克每千克）。